# Новосасыкуль
Новосасыкуль (баш. Яңы һаҫыккүл) — деревня в Бакалинском районе Республики Башкортостан Российской Федерации. Входит в состав Куштиряковского сельсовета. 
С 2005 современный статус.

## География

### Географическое положение
Расстояние до:
- районного центра (Бакалы): 43 км,
- центра сельсовета (Куштиряково): 3 км,
- ближайшей ж/д станции (Туймазы): 88 км.

## История
Статус деревня село получило согласно Закону Республики Башкортостан от 20 июля 2005 года N 211-з «О внесении изменений в административно-территориальное устройство Республики Башкортостан в связи с образованием, объединением, упразднением и изменением статуса населенных пунктов, переносом административных центров», ст.1:

6. Изменить статус следующих населенных пунктов, установив тип поселения - деревня:
7) в Бакалинском районе:…

ц) села Новосасыкуль Куштиряковского сельсовета
Неподалёку от деревни расположен Ново-сасыкульский могильник пьяноборской культуры раннего железного века.

## Население
| 2002 | 2009 | 2010 |
| ---- | ---- | ---- |
| 166  | ↘157 | ↘129 |

Национальный состав
Согласно переписи 2002 года, преобладающая национальность — татары (59 %).